# Ғ (кириллица)
Ғ, ғ (Г со штрихом/гайн) — буква расширенной кириллицы, используемая в некоторых языках Азии. Обозначает звонкий заднеязычный фрикативный звук [ɣ] (как г в южнорусских диалектах и белорусском языке, похоже на г в украинском языке).

## Использование
| Алфавит            | Порядковый № | МФА                                            |
| ------------------ | ------------ | ---------------------------------------------- |
| азербайджанский    | 5            | ɣ                                              |
| башкирский         | 5            | ɣ                                              |
| казахский          | 6            | ɣ                                              |
| каракалпакский     | 6            | ɣ                                              |
| сибирско-татарский | 6            | ɣ                                              |
| кыргызский         | 4            | g (перед э, и, ө, ү); ɣ~ʁ~ʔ (перед а, ы, о, у) |
| таджикский         | 5            | ɣ~ʁ                                            |
| узбекский          | 34           | ɣ                                              |
| шорский            | 5            | ɡ                                              |